# Hågeryds naturreservat
Hågeryds är ett naturreservat belägen invid Lillesjön i Öjaby socken i Växjö kommun i Småland (Kronobergs län).
Reservatet är 12 hektar stort och skyddat sedan 2016. Det omfattar slåtterängar och betesmarker.